# Caulerpàcies
Les caulerpàcies (Caulerpaceae) constitueixen una família d'algues pertanyent a l'ordre de les briopsidals.